# Onthophagus simplex
Onthophagus simplex é uma espécie de inseto do género Onthophagus, família Scarabaeidae, ordem Coleoptera. Foi descrita cientificamente por Raffray em 1877.